# Ectadiosoma pleurocapna
Ectadiosoma pleurocapna là một loài bướm đêm trong họ Crambidae.